# Teologia biblijna
Teologia biblijna – dyscyplina teologii, której przedmiotem jest Biblia jako pismo natchnione. Bada i systematyzuje rozwój idei teologicznych w całej Biblii, w Starym i Nowym Testamencie, oraz w poszczególnych księgach.